# Bronisław Poplatek
Bronisław Poplatek (ur. 3 września 1895, zm. 20 lipca 1974) – podpułkownik piechoty Wojska Polskiego.

## Życiorys
Bronisław Poplatek urodził się 3 września 1895 roku. W czasie I wojny światowej walczył w szeregach Pułku Strzelców Nr 32. Na stopień podporucznika został mianowany ze starszeństwem z 1 lutego 1917 roku.
Po odzyskaniu przez Polskę niepodległości został przyjęty do Wojska Polskiego. Zweryfikowany do stopnia podporucznika ze starszeństwem z dniem 1 lutego 1917, następnie awansowany do porucznika od 1 kwietnia 1920. Brał udział w wojnie polsko-bolszewickiej. 3 maja 1922 roku został zweryfikowany w stopniu kapitana ze starszeństwem z dniem 1 czerwca 1919 roku i 862. lokatą w korpusie oficerów piechoty. W latach 1923–1924 pełnił służbę w 2 pułku strzelców podhalańskich w Sanoku na stanowisku dowódcy kompanii. W lutym 1925 roku został przydzielony do Dowództwa 2 Dywizji Górskiej w Przemyślu na stanowisko oficera sztabu dowódcy piechoty dywizyjnej. W maju 1927 roku został przeniesiony do 50 pułku piechoty w Kowlu na stanowisko dowódcy I batalionu. Został awansowany do stopnia majora ze starszeństwem z dniem 1 stycznia 1927 roku w korpusie oficerów piechoty. W październiku tego roku został przeniesiony do 53 pułku piechoty w Stryju na stanowisko dowódcy III batalionu. W kwietniu 1928 roku, w związku z likwidacją III baonu, został przesunięty na stanowisko dowódcy I batalionu. W marcu 1931 roku został przeniesiony do 51 pułku piechoty w Brzeżanach na stanowisko kwatermistrza. W drugiej połowie lat 30. został przesunięty na stanowisko dowódcy I batalionu. Został awansowany do stopnia podpułkownika piechoty.
W połowie 1939 został przeniesiony do 86 pułku piechoty z garnizonu Wilno i objął funkcję dowódcy III batalionu, stacjonującego w Krasnem nad Uszą. Pełnił tę funkcję po wybuchu II wojny światowej w okresie kampanii wrześniowej 1939, gdy pułk walczył w składzie 19 Dywizji Piechoty. Uczestniczył w bitwach pod Tomaszowem Mazowieckim oraz pod Piotrkowem Trybunalskim, a następnie dowodził rozbitymi resztkami pułku. Po klęsce polskiej wojny obronnej przedostał się na Zachód, gdzie wstąpił do Polskich Sił Zbrojnych. Został dowódcą batalionu marszowego w Samodzielnej Brygadzie Strzelców Karpackich na obszarze Syrii. Brał udział w walkach kampanii afrykańskiej pod Tobrukiem i pod Gazalą. Później uczestniczył w kampanii włoskiej w szeregach 2 Korpusu pełniąc stanowisko dowódcy Batalionu Wartowniczego.
Po zakończeniu wojny pozostał na emigracji w Wielkiej Brytanii. Zmarł 20 lipca 1974 i został pochowany na Cmentarzu komunalnym w Sopocie (sektor O2-1-12).

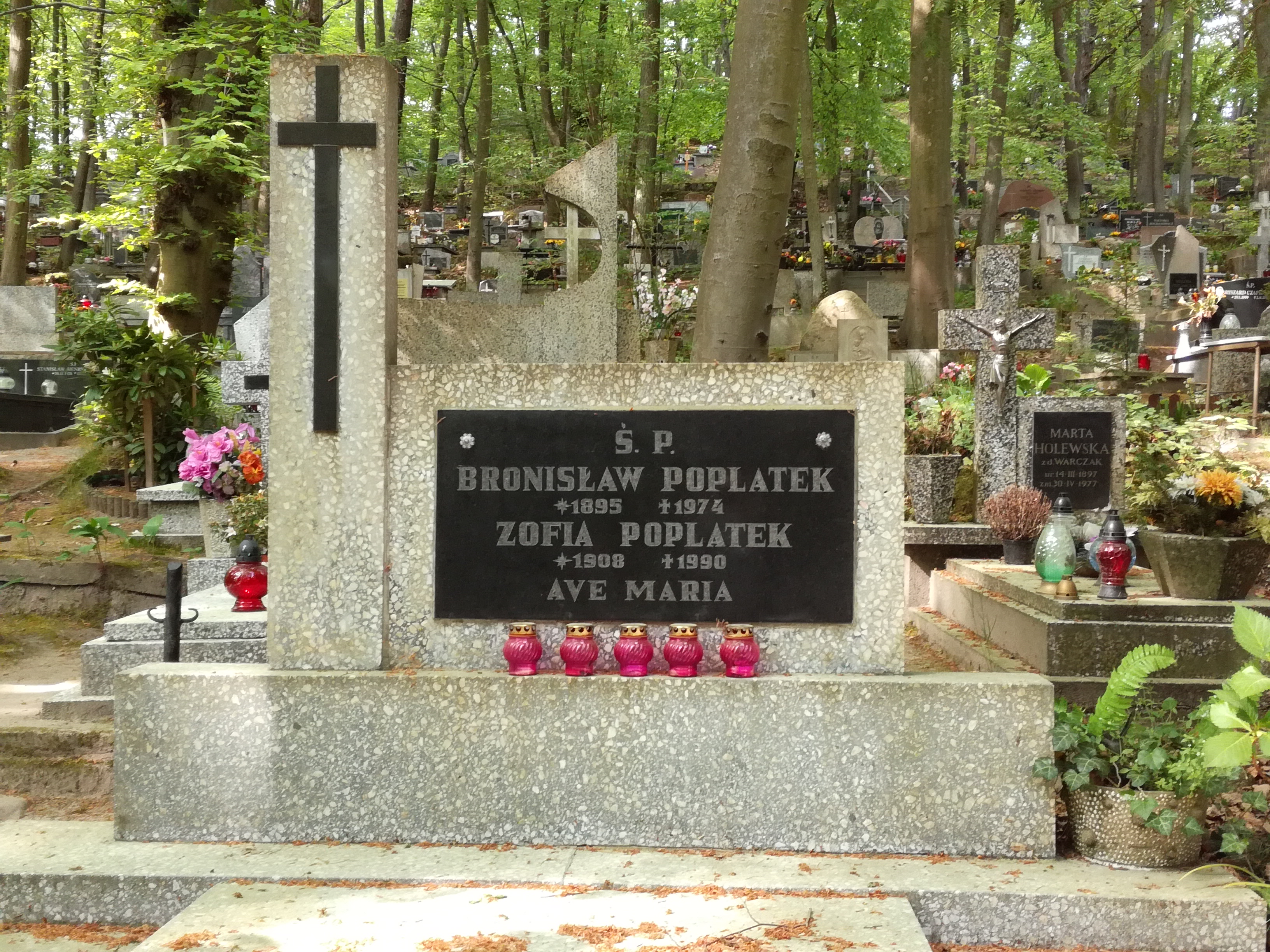
Grób Bronisława Poplatka na cmentarzu komunalnym w Sopocie

Jego żoną była Zofia Poplatek (1908–1990).

## Ordery i odznaczenia
- Krzyż Srebrny Orderu Virtuti Militari
- Krzyż Walecznych
- Złoty Krzyż Zasługi (16 marca 1934)[12][13]
- Medal Niepodległości (24 października 1931)[14]